# Esclave de l'amour
Pour plus de détails, voir Fiche technique et Distribution.
Esclave de l'amour (en russe : Раба любви) est un film soviétique réalisé par Nikita Mikhalkov, sorti en 1976,,. Le sujet s’inspire librement de l’histoire d'actrice du cinéma muet russe Vera Kholodnaïa.

## Synopsis
L'histoire débute en automne 1918. La guerre civile fait rage en Russie. Moscou est occupée par les bolcheviks alors que dans le Sud du pays les armées blanches résistent encore. En Crimée, une équipe de cinéma achève à la hâte le film muet L'Esclave de l'Amour, mettant en vedette Olga Voznesenskaïa.
Pour la plupart, les membres de l’équipe de tournage essaient de ne pas s’intéresser à la politique qui s’immisce dans leur quotidien. Ils projettent à partir pour Paris pour retrouver la vie à laquelle ils sont habitués, à l'exception du cameraman Potocki, révolutionnaire clandestin. Ce dernier utilise la caméra du studio pour filmer en cachette les « atrocités des blancs ».
Olga Voznesenskaïa est aussi éloignée de la politique que le reste de l'équipe du film. Pourtant pour diverses raisons, elle s'intéresse au cameraman Potocki, découvre ses activités clandestines, qui lui semblent romantiquement belles, et finit par tomber amoureuse de lui. Potocki lui confie des images compromettantes avant d'être abattu par la police locale.
Après sa tentative infructueuse d'assassiner le responsable de la mort de son amant, Olga se retrouve traquée sans pitié se transformant en martyre absurdement sentimentale de la révolution... Dans les dernières scènes du film, on la voit à l'arrière d'un chariot en fuite, poursuivie par des cavaliers armés.

## Fiche technique
- Titre : Esclave de l'amour
- Titre original : Раба любви
- Réalisation : Nikita Mikhalkov
- Scénario : Friedrich Gorenstein et Andreï Kontchalovski[3]
- Compositeur : Edouard Artemiev
- Production : Mosfilm
- Pays de production :  Union soviétique
- Format : Noir et blanc - 1,37:1 - Mono - 35 mm[3]
- Genre : drame
- Durée : 94 minutes[3]
- Date de sortie : 1976

## Distribution
- Yelena Solovey : Olga Nikolaïevna Voznesenskaïa
- Rodion Nahapetov : Victor Pototski
- Aleksandr Kaliaguine : le réalisateur Kaliaguine
- Oleg Bassilachvili : Youjakov
- Konstantin Grigoriev : Fedotov
- Iouri Bogatyriov : Maksakov
- Mikhaïl Tchigariov : Vialine
- Gotlieb Roninson : Ivan Fiegel, comptable
- Vera Kouznetsova : Lioubov Andreevna
- Nikita Mikhalkov : Ivan
- Nikolaï Pastoukhov : écrivain Benjamin Pastoukhov
- Evgueni Steblov : l'acteur Kanine
- Inna Oulianova : actrice avec bouquet de fleurs - épisode
- Aleksandr Adabachyan : réalisateur du muet